# Wild Thing
«Wild Thing» es una canción compuesta por Chip Taylor, originalmente grabada por la banda estadounidense The Wild Ones en 1965, y posteriormente por la banda británica de rock The Troggs, cuya versión alcanzó el número 1 de la lista Billboard Hot 100 en julio de 1966.

## Historia
En 1965, Chip Taylor se encontraba trabajando para April Blackwood Music, escribiendo canciones para artistas como Johnny Cash, Willie Nelson y Chet Atkins, cuando Gerry Granahan, de A&M Records, se puso en contacto con él para pedirle que escribiera algún tema para una nueva banda que estaba promocionando, The Wild Ones. Taylor compuso "Wild Thing" y grabó una demo que envió a la banda. Aunque la versión grabada por The Wild Ones no obtuvo el éxito esperado, la demo grabada por Taylor llegó al Reino Unido y atrajo la atención de Larry Page, productor de The Troggs.
En junio de 1967, Jimi Hendrix interpretó el tema durante su actuación en el Festival de Monterrey, siendo uno de los momentos más recordados en la carrera del mítico guitarrista, recogido en el documental Monterey Pop de D.A. Pennebaker.

## Versión de The Troggs
La versión de The Troggs ocupa el puesto 261 en la lista de las 500 mejores canciones de todos los tiempos según la revista Rolling Stone.

The Troggs grabaron su versión en apenas 10 minutos en los Olympic Studios de Londres, que fue lanzada como sencillo en abril de 1966, alcanzando el número 1 de la lista Billboard Hot 100 y el número 2 de las listas de éxitos británicas. 